# Erpion
Erpion est un village de la partie méridionale du Hainaut. Sis au nord des barrages de l'Eau d'Heure il fait administrativement partie de la commune de Froidchapelle en Région wallonne de Belgique. C'était une commune à part entière avant la fusion des communes de 1977.
Erpion se trouve sur le territoire du Parc national de l'Entre-Sambre-et-Meuse (ESEM).

## Évolution démographique
- Sources : INS, Rem. : 1831 jusqu'en 1970 = recensements, 1976 = nombre d'habitants au 31 décembre.

## Histoire
Une première mention du village d’Herpion se trouve dans la seconde version du pouillé des biens de l’abbaye de Lobbes datant du XIe siècle. La création de la paroisse date de 1250 environ; auparavant, ce devait être une chapelle-annexe confiée aux soins du curé de Boussu-lez-Walcourt.
En 1469, le village ne comptait que sept feux (foyers), c'est-à-dire maisons.
Vers 1520, Gilles Colinet crée un four à verre à Barbençon à la limite d’Erpion. Là, à l’entrée du bois - côté village - se dresse les fondations d’une ancienne chapelle datée de 1675 et dédiée à l’Immaculée Conception par Jaspar de Colnet et son épouse Philippine de Traux. En 1750 le quartier, qui a pris le nom de 'Four à verre', comprend onze maisons, en partie sur Barbençon, en partie sur Erpion.
Au XVIIIe siècle, la population s’adonne en grande partie à l’élevage des moutons ainsi qu’à la transformation et au commerce de la laine (bergers, fileurs ou fileuses et peigneurs de laine, nombreux marchands). Il y a également quelques marchands de verre.
Il existait sur le village une carrière de marbre, de qualité moyenne. En 1802-1803, l'exploitation a cessé.
Quant à la seigneurie, elle se confond avec celle de Boussu, seigneurie voisine : familles de Barbençon, puis de Ligne, Desmanet et de Hénin. La terre de Barbençon, qui comprenait cinq villages, Barbençon, Boussu-lez-Walcourt, Erpion, Renlies et Vergnies, est érigée en principauté en 1614. Par la Paix de Nimègue (1678) (1678), elle devient une enclave française appelée le Hainaut français (en opposition avec le Hainaut autrichien), tout en faisant toujours partie du diocèse de Liège.
À la création des départements, en 1790, ces villages sont versés dans le département du Nord.
Le maire d'Erpion en 1802-1803 est P. J. Jeammenne; en 1807 et 1808, Cogniaux est maire'.
En 1815, à la suite de la défaite de Napoléon Ier, Erpion est rattaché aux Pays-Bas.
En 1815 comme en 1830, les cinq paroisses sont oubliées et restent dans le diocèse de Cambrai. En 1889 elles sont rattachées au diocèse de Tournai. Ce sont donc des prêtres français qui ont desservi celles-ci à cette époque.
En 1830, à la suite de la révolution belge, Erpion fait partie de la Belgique.
En 1831, les habitants d’Erpion réclament Louis-Philippe comme souverain et signent une pétition avec Barbençon et Boussu-lez-Walcourt pour devenir Français.
En 1830, on compte encore dans le village trois fabriques de serge et autres étoffes de laine avec six métiers. Les fabricants s’occupent de les teindre et de les vendre par colportage. La population est alors de 335 habitants. On compte 25 bœufs employés aux travaux agricoles, 27 chevaux, 11 poulains, 49 bêtes à cornes, 23 veaux, 12 porcs et 130 moutons.
Erpion fut l'un des villages où eut lieu un vol (chez les frères Hannecart, réputés très riches) et pour lequel la bande noire fut jugée en 1862.
Le 30 décembre 1943, un chasseur Thunderbolt P-47 tombe à Erpion. Son pilote, William Odom, est tué. Son avion défendait la forteresse volante B-17 attaquée au-dessus des Ardennes et qui s'écrase à Cerfontaine, à quelques kilomètres d'Erpion. Un monument — inauguré en 1997 à l'instigation de M. Nicolas George — rappelle le souvenir de cet aviateur.
En 1977, Erpion est rattachée à Froidchapelle dont elle fait désormais partie.

## Patrimoine et culture locale

### Patrimoine architectural
- Eglise Sainte-Marie-Madeleine. Edifice du XVIe siècle, remanié au XVIIIe et XIXe siècles, de style gothique hennuyer, des importantes transformations en 1880 par l'architecte Tiron, allongent d'une travée vers l'ouest avec remploi de la nouvelle façade de la porte gothique[8].
- Chapelle du calvaire. Edicule de style néo-classique de 1840 dû à l'architecte Dropsy[9]. Il se situe rue de Boussu.
- Ancienne résidence de maître-verrier, remontant au XVIIe siècle et XIXe siècle[10]. Il se situe dans le hameau de Four à Verre.

## Personnalités
- Jean-François Fontaine (1712-1776), ancien chapelain royal de Mariemont, et son père Nicolas Fontaine, contrôleur et concierge du même château (1684-1757); tombe dans l'église.
- Alfred Soupart (1850-1929), ingénieur des mines, administrateur de sociétés, fondateur en 1906 de l’École des Mines des Aumôniers du Travail à Charleroi; tombe au chevet de l'église dans le cimetière.
- Émile Galet (1870-1940), lieutenant-général, aide de camp du roi Albert Ier durant la Première Guerre mondiale, commandant l'école royale militaire de 1919 à 1926. On lui doit un ouvrage qui fait référence : « S.M. le Roi Albert, commandant en chef devant l'invasion allemande » (Paris, Plon, 1931). Une rue du village porte son nom.